# Kærager
Kærager er udstykket fra Klarupgaard i 1880. Gården ligger i Klarup Sogn, Fleskum Herred, Ålborg Amt, Aalborg Kommune
Kærager Gods er på 101,2 hektar

## Ejere af Kærager
- (1880-1907) Carl Branth
- (1907-1940) A. P. Petersen
- (1940-1995) Slægten Petersen
- (1995-) Jørgen Holm-Petersen